# Hohenrode (Salzgitter)
Hohenrode ist einer der insgesamt 31 Stadtteile der kreisfreien Stadt Salzgitter in Niedersachsen, gelegen in der Ortschaft Süd. Mit seiner Lage an der Grenze zum Landkreis Goslar ist es der am südlichsten gelegene und zudem der kleinste Stadtteil Salzgitters.

## Geschichte
Der Ortsname leitet sich aus dem Begriff einer „hochgelegenen Rodung“ her, die an einer Terrasse oberhalb (hoch) der Innerste gelegen ist. Die Namensendung „rode“ deutet dabei auf eine Gründung des Ortes in der Rodungsphase des 11.–12. Jahrhunderts hin. Die Lage der Siedlung wurde wohl gewählt, weil dort eine Furt (die Düstere Furt) durch die nahegelegene Innerste führte. Deren Tal war damals stark versumpft und nur hier, wo das Tal durch den nahen Gitterberg stark verengt war, leidlich passierbar.
Die älteste bekannte schriftliche Erwähnung des Ortes datiert vom 6. Juni 1209. Es handelt sich dabei um eine Urkunde des damaligen Papstes Innozenz III., in der dieser das nahegelegene Kloster Ringelheim unter seinen Schutz nimmt und diesem seine Besitztümer bestätigt – darunter auch 4 Hufen in Hohenrode. Im Laufe der Geschichte wechselte die Zugehörigkeit Hohenrodes mehrfach. Ursprünglich dem Bistum Hildesheim zugeordnet, fiel es 1523 nach Ende der Hildesheimer Stiftsfehde für 120 Jahre an das Fürstentum Braunschweig-Wolfenbüttel. Nach Auflösung des von Kaiser Napoleon geschaffenen Königreichs Westphalen gehörte es erst dem Amt Liebenburg an, das dann 1884 in den Landkreis Goslar überführt wurde. Zum 1. April 1942 wurde Hohenrode in die neu gegründete Stadt Watenstedt-Salzgitter, das heutige Salzgitter, eingemeindet.
Die Bevölkerung Hohenrodes bestand bis in das 20. Jahrhundert hinein aus Handwerkern, Bauern und Landarbeitern. Nach dem Zweiten Weltkrieg änderte sich der Charakter des Dorfes, zunächst bedingt durch den nahen Eisenerzbergbau. Die Förderung an der benachbarten Eisenerzgrube Schacht Georg wurde zum 28. Februar 1965 eingestellt und heute ist Hohenrode fast ausschließlich ein Wohnort für Pendler.

### Gutshof und Mühle von Hohenrode

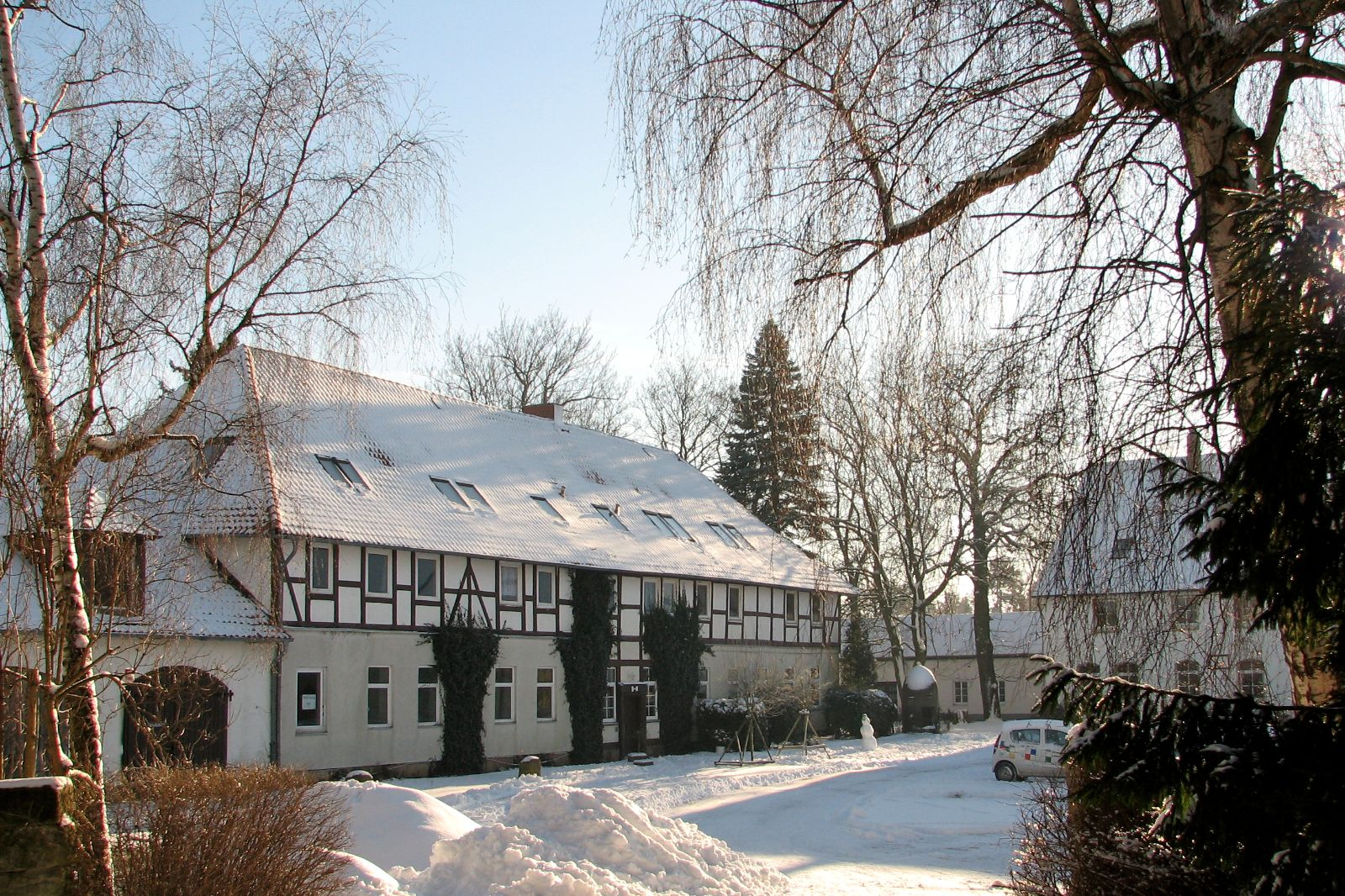
Gutshof von Salzgitter-Hohenrode

Schon früh lässt sich in Hohenrode ein Ritterhof nachweisen. So wird 1360 ein Adeliger „Ludolf von Honrode“ genannt, der unter anderem das Gut in Hohenrode zu Besitz hat. 1577 belehnte Herzog Julius von Braunschweig den Rittmeister Karsten von Wobersnow mit diesen Ländereien. Nach dem Tod des Rittmeisters verkaufte dessen Witwe 1597 diese mit herzoglicher Genehmigung an Thedel von Wallmoden. Das Gut verblieb bis 1932 im Besitz der Familie von Wallmoden. 1937 wurde die Liegenschaft zusammen mit anderen Gütern im Salzgittergebiet von den Reichswerken übernommen. Dem Gutsbetrieb wurden eine landwirtschaftliche Versuchsanstalt und eine Gärtnerei angegliedert. Nach Kriegsende übernahm die Güterverwaltung der Salzgitter AG den Betrieb. 1968 wurden die landwirtschaftlichen Flächen des Gutes aufgeteilt und wieder in privaten Besitz überführt.
Dem Gutshof war auch eine Wassermühle angegliedert, die 1573 erstmals urkundlich erwähnt wurde. Diese lag am Mühlengraben, einem im 16. Jahrhundert angelegten Nebenarm der Innerste, der die Mühlen zwischen Othfresen und Ringelheim mit Wasser versorgte. In einem Mühlenverzeichnis von 1811 wird hier eine unterschlächtige Wassermühle mit zwei Getreidemahlgängen und einem Ölmahlgang genannt. Die Mühle gehörte der Familie von Wallmoden und wurde an den jeweiligen Müller verpachtet. 1831 wurde die Mühle wegen erheblicher Risse im Gemäuer abgerissen und durch den Kammerherrn Thedel Fredrich von Wallmoden neu erbaut. Diese Mühle wurde bis 1920 betrieben, 1964 wurde das Mühlengebäude wegen Baufälligkeit abgerissen.

### Kirche Hohenrode
Hohenrode ist der einzige Stadtteil Salzgitters, in dem es keine Kirche gibt. Bereits seit Mitte des 16. Jahrhunderts gehen die Hohenroder nach Gitter in die Kirche. Früher muss es im Ort eine Kapelle gegeben haben, die der Heiligen Margarethe gewidmet war. Sie zählte zu den Vierzehn Nothelfern und galt hier wegen der Lage an der Innerstefurt als Schutzpatronin gegen Unholde aus der Tiefe des Wassers. In einem Visitationsbericht des damaligen Superintendenten Georg Tappe von 1571 wird darauf hingewiesen, dass die St.-Margarethen-Kapelle in Hohenrode zerfallen sei und dass die Leute nach Gitter in die Kirche gehen. Daran hat sich bis heute nichts geändert. Gitter und Hohenrode bilden seit der Zeit eine Kirchengemeinde. Seit 2023 gehört diese zusammen mit den evangelischen Gemeinden von Salzgitter-Bad und Groß Mahner zur „Evangelisch-lutherischen Kirchengemeinde TRINITATIS in Salzgitter-Bad“.

### Steinbrücken bei Hohenrode

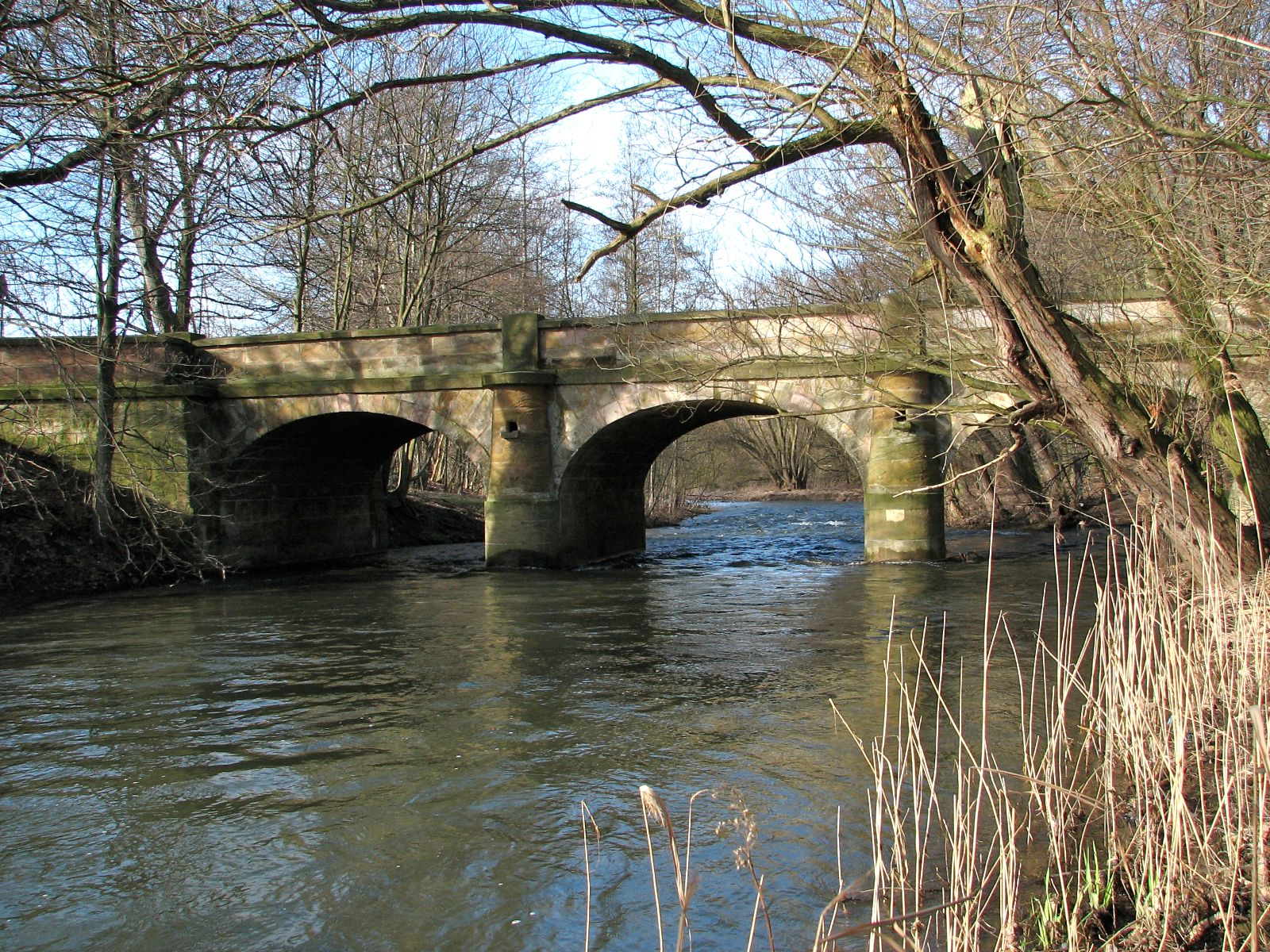
Franzosenbrücke über die Innerste bei Hohenrode

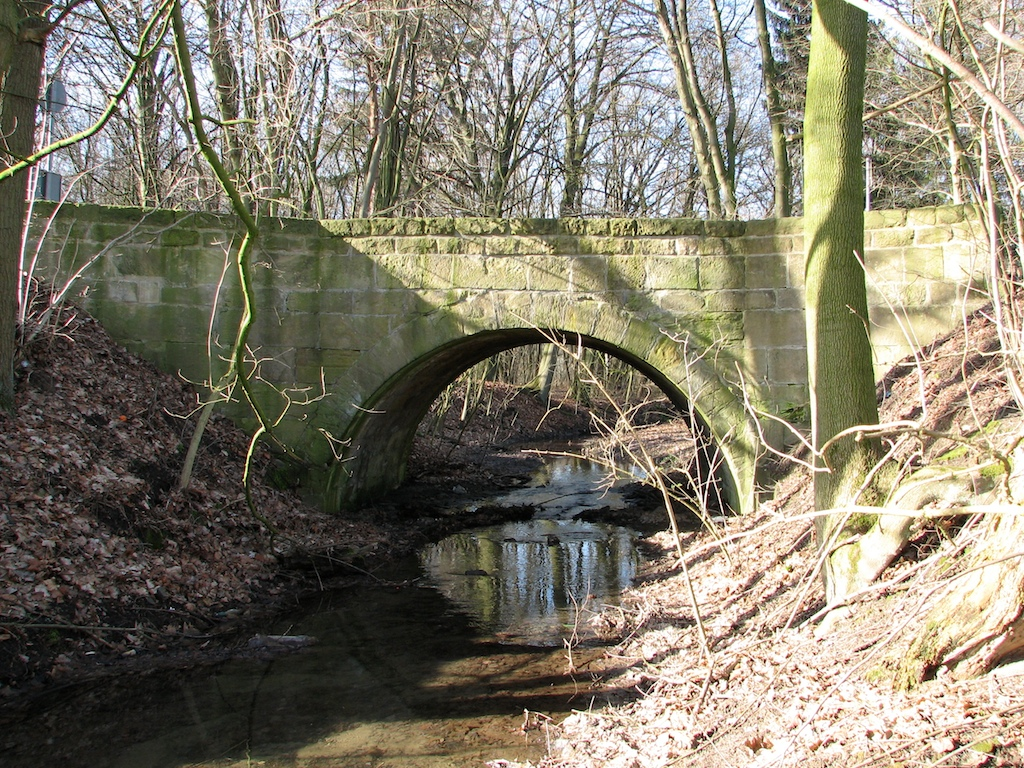
Steinbrücke über den Mühlengraben bei Hohenrode

An der Kreisstraße 32 von Salzgitter-Gitter nach Upen (früher Frankfurter Heerstraße, bis 1964 Bundesstraße 248) überqueren zwei alte Steinbrücken die Innerste und den 50 Meter nördlich fließenden Mühlengraben – einen Nebenarm der Innerste.
Im Jahre 1593 wurde erstmals mit dem Bau von Brücken über die beiden Flussarme der Innerste begonnen. Bauherr war Herzog Heinrich Julius von Braunschweig-Wolfenbüttel (1589–1613) und als Baumeister hatte er Paul Francke beauftragt. Bis dahin hatte es nur Stege gegeben, über die man die Innerste bloß bei Niedrigwasser gefahrlos überqueren konnte. Auslöser war wohl ein Ereignis aus dem Jahre zuvor. In einer Aufzeichnung heißt es hierzu: 1592 hat der Kutscher unterwegs (bei der Durchquerung der Hochwasser führenden Innerste bei Hohenrode) Herzog Heinrich Julius mit der Kutsche umgeworfen, worüber fürstliche Gnaden heftig ergrimmt.
Während des Dreißigjährigen Krieges wurden beide Brücken von Tillys Söldnern schwer beschädigt. 1643 zerstörte dann ein Hochwasser beide Bauwerke. Erst 1707/08 wurden sie als Steinbrücken neu errichtet. Die Brücke über die Innerste wurde als Zweibogenbrücke gebaut, die über den Mühlengraben als Einbogenbrücke. Die Kosten der Überführung über die Innerste hatte das Adelsgeschlecht zu Wallmoden zu tragen, die der Verbindung über den Mühlengraben das Adelsgeschlecht von Kniestedt.
Nach der ungewöhnlich starken Hochwasserflut vom 5. Februar 1775 stürzte die Mühlengrabenbrücke ein und es wurde ein Neubau errichtet, der bis heute erhalten ist. Damit ist diese Brücke eine der ältesten Steinbrücken Salzgitters.
Die Brücke über die Innerste war 1808 bei einem Hochwasser eingestürzt, nachdem diese beim Einmarsch der Franzosen übermäßig belastet worden war. Sofort wurde sie von französischen Pionieren und örtlichen Handwerkern durch eine hölzerne Notbrücke ersetzt – seitdem wird für diese der Name Franzosenbrücke benutzt.
1818/19 wich dieser Notbau einer 3-bogigen Steinbrücke. Doch schon 1866 musste die Franzosenbrücke umgebaut werden, da bei starken Hochwassern der Fluss durch die engen Durchlassöffnungen zu sehr gestaut wurde. Hierzu wurde die vorhandene Steinbrücke vollständig abgebaut, das Flussbett um 5 Fuß vertieft und die Brücke mit erhöhten Widerlagern neu aufgebaut.
Beide Brücken werden auch heute noch genutzt und sind zu einem beliebten Ausgangspunkt für Wanderungen längs der Innerste geworden.

### Bevölkerungsentwicklung
| Jahr | Einwohner |
| ---- | --------- |
| 1821 | 88        |
| 1848 | 119       |
| 1871 | 140       |
| 1925 | 111       |
| 1933 | 96        |
| 1939 | 169       |
| 1946 | 252       |
| 1950 | 223       |
| 1955 | 252       |

| Jahr | Einwohner |
| ---- | --------- |
| 1960 | 282       |
| 1970 | 226       |
| 1974 | 243       |
| 1980 | 223       |
| 1990 | 211       |
| 2000 | 219       |
| 2006 | 179       |
| 2010 | 187       |
| 2012 | 175       |

| Jahr | Einwohner |
| ---- | --------- |
| 2014 | 185       |
| 2016 | 175       |
| 2018 | 184       |
| 2019 | 172       |
| 2020 | 172       |
| 2021 | 169       |
| 2022 | 186       |
| 2023 | 187       |
| 2024 | 189       |

## Politik

### Wappen
Blasonierung: „Von Gold und Rot zweimal gespalten und zweimal durch Wellenschnitt geteilt mit fünf (1:3:1) Kugeln in gewechselten Farben.“
Der Ort Hohenrode wurde einst wegen seiner Lage an einer Furt der Innerste gegründet. Im Wappen wird die Kreuzung der einstigen Landstraße mit der Innerste durch ein Kreuz dargestellt. Der senkrechte Arm symbolisiert die alte Handelsstraße Braunschweig-Frankfurt, der waagerechte Arm die Wasserstraße, d. h. den Fluss Innerste. Das Kreuz als Symbol der Kirche verweist darüber hinaus auf die lange Zugehörigkeit des Ortes zum Hochstift Hildesheim.
Auch noch in der heutigen Zeit findet man im Flussbett der Innerste alte Kanonenkugeln, die zu einem Wahrzeichen des Dorfes geworden sind. Diese Kugeln stammen wahrscheinlich aus dem Dreißigjährigen Krieg und sollen nach der Schlacht bei Lutter am Barenberge am 27. August 1626 hier zurückgelassen worden sein.
Der Ort gehörte die längste Zeit zum Hochstift Hildesheim, zwischenzeitlich von 1523 bis 1643 zum Herzogtum Braunschweig. Die Wappenfarben Gold-Rot, die ehedem sowohl die fürstbischöflichen Stiftsfarben als auch die herzoglich braunschweigischen Stammwappenfarben waren, sollen hieran erinnern.
Das Wappen wurde am 20. Februar 2008 von einer Bürgerversammlung als Ortswappen angenommen.